# Замостя (Вижницький район)
Замо́стя — село в Вашківецькій громаді, Вижницького району, Чернівецької області України.

## Географічне положення
Знаходиться поряд з автошляхом Т 2601. Якщо їхати цією дорогою із східного напрямку, після міста Вашківці, поблизу залізничного зупинного пункту «Слобода-Банилів» необхідно повернути на південь. 
Село умовно поділено на кути (місцевості): Монастир, Гончарка, Луг, Горби, Бережниця та Забереж.

## Історія
Село Замостя знаходиться в історико-географічному регіоні України - Буковина. Згідно до першої версії назва села пішла від якогось давнього моста через Черемош (село в той час було "замостям" для жителів галицького берега Черемошу). Інша версія пояснює назву, як територію за містом Вашківці. До сьогодні жителі села поряд з офіційною назвою - Замостя, використовують в побутовому спілкуванні історичні назви села - Замістя та Замістє. Село вперше згадується в польській грамоті 13 грудня 1433 року. Цією грамотою були врегульовані кордони між землями польського короля Владислава ІІ Яґайла та молдавського воєводи Стефана II - до Королівства Польського відійшли регіон Покуття, Замостя та Вилавче (сучасне село Коритне), до Молдавського князівства відійшли Шипинська земля між Прутом і Дністром з замками Хмелів (сучасне село Карапчів), Цецун та Вашківці. Отже в той час склалась ситуація, що між сусідніми населеними пунктами - Замостям та Вашківцями пролягав польсько-молдавський кордон. Пізніше село згадується 29 березня 1451 р. в книгах галицького суду. Вже в 1483 р. кордон між Королівством Польським та Молдовським князівством пролягав виключно по річці Черемош, таким чином Замостя знаходилось в складі Молдовського князівства.     
В 1774 р. Замостя увійшло до Австрійської імперії, яка в свою чергу з 1867 р. внаслідок зміни політичного устрою отримала назву Австро-Угорщина. Господарем села був Андрій Гафенко (нар. 1814 р. - пом. 1891 р.). Він дав кошти на зведення в селі Свято-Покровського храму та школи. При життю Андрій Гафенко мав багато грошей та цінностей. Це послужило до існування легенди про те, що всі його гроші та цінності замуровані в підвалі церкви. Однак до сьогодні їх не було знайдено. 
У 1892 р. український письменник Іван Франко пише публіцистичну статтю "Селянський бунт". Стаття описує події, які відбувались в Замостю в 1891 р. - в селі існував звичай, якого дотримувався господар села Андрій Гафенко. Він дозволяв селянам брати дерево для опалення з двірського (панського) лісу, а молодятам давав матеріали для спорудження хат і господарських будівель. При цьому дотримувалися звичаю: можна було брати з лісу стільки дерева, скільки хто міг винести на плечах або привезти санчатами; якщо ж комусь хотілося мати цілу фіру (віз) дерева, то другу фіру (віз) він мусив доставити на панський двір. Молоді подружжя збиралися на так звану толоку для вивезення матеріалу з лісу, і, отже, чим більше з‘їжджалося фір (возів), тим більше вивозилося дерева. Крім численних грошових оплат, селяни мали від Андрія Гафенка й ту вигоду, що в лісі могли пасти худобу. За це Гафенко вимагав від селян виконувати різні послуги в господарстві. Після смерті Андрія Гафенка спадкоємець землевласника, не будучи прихильником звичаєвого права, відмінив усі ті правила, які встановив його дядько, через що в селі виникла конфліктна ситуація, “селянський бунт”.
В 1918 р. внаслідок розпаду Австро-Угорщини Замостя було окуповане Румунським королівством. 1 вересня 1939 р. - на момент початку Другої світової війни село входило до Румунського королівства.     
Протягом літа 1940 р. внаслідок радянської окупації Бессарабії та Північної Буковини (Прутський похід Червоної армії) село увійшло до Чернівецької області Української РСР, СРСР. В липні 1941 р. внаслідок відходу радянських військ з Чернівецької області Української РСР та швидкого просування військ Третього Рейху радянською територією. Румунське королівство, як союзник Третього Рейху, утворило Губернаторство Буковина в яке і увійшло село Замостя.     
Весною 1944 р. внаслідок Проскурівсько-Чернівецької операції Червоної армії село було заново окуповане Радянським Союзом. 14 січня 1946 р. органи НКВС арештували трьох замостянців - Миколу Юрійчука, Івана Найду та Кушнірюка (ім'я невідоме), які в 1941 р. вивісили жовто-блакитний прапор в селі. 14 серпня 1946 р. за невиконання молокопоставки, в селі Замостя були засуджені: Вірста Грицько – 1.200 крб. штрафу, Данилюк Магдалина – 1.400 крб. штрафу, Скутар Василь – 1.200 крб. штрафу і, крім того, всіх зобов'язали 10 днів здавати все молоко радянській державі. 19 серпня 1946 р. майор радянської армії Николаєнко організовує в селі мітинг на тему хлібопоставки (примусової здачі селянами зерна радянській державі) та листівок Української Повстанської Армії, які поширює українське підпілля ОУН-УПА серед місцевих жителів. Майор Николаєнко закликає людей не вірити в те, що говорять повстанці, мовляв: “То брехня, що Сталін сидить на трупах, а вас під багнетами ведуть до заготівлі зерна – всі добровільно здавайте хліб. Бандера вам добра не дасть, він поїхав продавати Україну Черчілеві, так як Мельник продавав Гітлерові”. 22 березня 1947 р. вночі співробітники НКВС розбоєм увірвались до будинку місцевого мешканця Івана Кибіча та застрелили його дружину, а її сестру тяжко поранили. Ймовірно Іван Кибіч підозрювався в симпатіях до українського підпілля ОУН-УПА. 
З 1991 р. село Замостя входить до Вижницького району Чернівецької області України. У 2016 р. в рамках реформи місцевого самоврядування (децентралізації) село Замостя увійшло до Вашківецької міської громади.    

## Археологічні розкопки на території села
Археологічні дані свідчать, що перші поселення на території села були ще в епоху пізнього палеоліту, тобто 40 — 35 тис. р. тому. На території села знайдено пам'ятки трипільської культури. У 1935 р. архелогом Євсевієм Лазарем в селі була виявлена пізньопалеолітична стоянка. Стоянка знаходилася за 2 км на південь від села, на високому пагорбі в урочищі Березняк. Тут були знайдені численні крем’яні знаряддя праці з ретушованими краями та різноманітні відщепи. Розкопки пам’ятки проводилися архелогом Ч. Амброжевичем разом із геологами Г. Маковеєм, І. Анастасіу, палеоботаніком Р. Поповичем та Євсевієм Лазарем, який замальовував знахідки. Археологічне вивчення стоянки дало змогу встановити, що її культурний шар не однорідний і складається з декількох прошарків, товщиною від 5 до 98 см, насичених крем’яними виробами та деревним вугіллям. Основну частину знахідок складали пластини, відщепи, подвійні симетричні вістря, гостроконечники, скребки, різці та інші крем’яні вироби, вкриті патиною. У культурному шарі трапилися також рештки декількох вогнищ. Палеоботанічний аналіз деревного вугілля дав змогу встановити, що для багать використовували букові, грабові та кленові дрова. Стоянка була віднесена до пізньопалеолітичного періоду, дослідження показали, що вона датується в межах 23–20 тис. років тому.

## Населення
Згідно з переписом УРСР 1989 року чисельність наявного населення села становила 2143 особи, з яких 980 чоловіків та 1163 жінки.
За переписом населення України 2001 року в селі мешкали 2102 особи.

### Мова
Розподіл населення за рідною мовою за даними перепису 2001 року:
| Мова       | Відсоток |
| ---------- | -------- |
| українська | 99,62 %  |
| російська  | 0,28 %   |
| румунська  | 0,09 %   |

## Люди
В селі народився Вірста Святослав Васильович (нар. 1962 р.) — український скульптор.

## Учасники російсько-української війни

### Загиблі:
- Федюк Микола Васильович (нар. 2000 р. - пом. 2023 р.) - військовослужбовець 107-ої окремої бригади територіальної оборони ЗСУ. Загинув 3-го жовтня 2023 року під час виконання бойового завдання в Донецькій області.

- Данилюк Дмитро Дмитрович (нар. 1987 р. - пом. 2024 р.) - військовослужбовець 42-ої окремої механізованої бригади ЗСУ. Загинув 13-го лютого 2024 року в селищі Хромове Бахмутського району Донецької області внаслідок артилерійського обстрілу.

- Курик Танасій Іванович (нар. 1989 р. - пом. 2024 р.) - військовослужбовець 107-ої окремої бригади територіальної оборони ЗСУ. Помер під час реабілітації після важкого вогнепального уламкового поранення отриманого на харківському напрямку.

- Думан Вадим Миколайович (нар. 2001 р. - пом. 2024 р.) - військовослужбовець 10-ої окремої гірсько-штурмової бригади ЗСУ. Отримав поранення поблизу населеного пункту Михайлівка Курської області Російської Федерації. Помер внаслідок отриманого поранення під час реабілітації в місті Львів.

- Гураль Андрій Петрович (нар. 1974 р. - пом. 2024 р.) - військовослужбовець 33-ої окремої механізованої бригади ЗСУ. Загинув в Донецькій області на Курахівському напрямку внаслідок артилерійського обстрілу.

### Зниклі безвісти:
- Гараздюк Микола Георгійович (нар. 1976 р.) - військовослужбовець 128-ої окремої гірсько-штурмової Закарпатської бригади. Зник безвісти 15 грудня 2022 р. поблизу міста Бахмут Бахмутського району Донецької області.

- Остафійчук Юрій Антонович (нар. 1975 р.) - військовослужбовець 156-ої окремої механізованої бригади. Зник безвісти 19 червня 2025 р. поблизу села Юнаківка Сумського району Сумської області.